# Бушилица
Бушилица је алат у који се уграђује секућа алатка, у већини случајева бургија која служи за израду рупа у разним материјалима. Бушилице се користе у домаћинсту те у разним индустријама и гранама науке. У свакој радионици (кућној, мајсторској или великом погону) главни је алат бушилица. Код израде конструкција, монтаже, састављања делова машина или изради предмета, увек се мора избушити рупа, па тек онда убацити шраф, клин, или уже. Бушилице постоје од најједноставнијих ручних бушилица до координатних или бројчано управљивих бушилица. Могу имати једну или више брзина, те различите начине промене брзине и смера обртања.

## Историја
Око 35.000 година пре нове ере, Homo sapiens је открио предности примене ротационих алата. Ово би се рудиментарно састојало од шиљастог камена који се врти између руку да би се пробушила рупа кроз други материјал. То је довело до ручне бушилице, глатког штапа, који је понекад био причвршћен за врх од кремена и који се трљао између дланова. Ово су користиле многе древне цивилизације широм света, укључујући Маје. Најранији пронађени перфорирани артефакти, као што су кости, слоновача, шкољке и рогови, потичу из доба горњег палеолита.
Лучне бушилице (ременске бушилице) су прве машинске бушилице, јер претварају кретање напред-назад у ротационо кретање, а могу се пратити до пре око 10.000 година. Откривено је да везивање канапа око штапа, а затим причвршћивање крајева тетиве на крајеве штапа (лук), омогућава кориснику да брже и ефикасније буши. Углавном коришћене за стварање ватре, бушилице са луком су такође налазиле примену у древној столарији, каменоградњи и стоматологији. Археолози су открили неолитско гробно двориште у Мехргарху у Пакистану, које датира из времена Харапана, пре око 7.500–9.000 година, и садржи девет тела одраслих са укупно једанаест избушених зуба. Постоје хијероглифе које приказују египатске столаре и произвођаче перли у гробници у Теби док користе лучне бушилице. Најранији докази о употреби ових оруђа у Египту датирају из око 2500. године пре нове ере. Употреба лучних бушилица је била широко распрострањена у Европи, Африци, Азији и Северној Америци, током античких времена, а користи се и данас. Током година развиле су се многе мале варијације лучних бушилица и траком за различите намене, било бушење материјала или паљење ватре.
Језгрена бушилица је развијена у старом Египту до 3000. године п. н. е. Пумпа за бушење је измишљена у римско доба. Састоји се од вертикалног вретена поравнатог комадом хоризонталног дрвета и замајца да би се одржала тачност и замах.
Врх шупље бургије, први пут коришћен око 13. века, састојао се од штапа са цевастим комадом метала на крају, као што је бакар. Ово је омогућило да се избуши рупа док се само бруси њен спољашњи део. Ово потпуно одваја унутрашњи камен или дрво од остатка, омогућавајући бушилици да уситњава мање материјала како би се створила рупа сличне величине.
Док су пумпна бушилица и лучна бушилица коришћене у западној цивилизацији за бушење мањих рупа током већег дела људске историје, сврдло је коришћено за бушење већих рупа почевши негде између римског и средњег века. Стврдло је омогућило већи обртни момент за веће рупе. Неизвесно је када су нараменица и уложак измишљени; међутим, најранија слика до сада пронађена потиче из 15. века. То је врста ручне бушилице која се састоји од два дела као што се види на слици. Носач, на горњој половини, је место где је корисник држи и окреће, а на доњем делу је бургија. Бургија је заменљива како се временом троши. Стврдло користи ротирајући спирални завртањ сличан Архимедовом завртњу који је данас уобичајен. Гимлет је такође вредан помена, јер је то смањена верзија сврдла.
На истоку, черн бушилице су измишљене још 221. п. н. е. током кинеске династије Ћин, које су могле да достигну велике дубине. capable of reaching a depth of 1500 m. Черн бушилице у древној Кини биле су грађене од дрвета и захтевале су велику количину рада, али су могле да прођу кроз чврсту стену. Черн бушилица се појављује у Европи током 12. века. Извештава се да је 1835. Исак Сингер направио бушилицу са парним погоном на основу методе коју су користили Кинези. In 1835 Isaac Singer is reported to have built a steam powered churn drill based on the method the Chinese used. Такође вреди поменути разне пресе за бушење. То су биле машинске алатке које су произашле из лучних бушилица, али су их покретале ветрењаче или водени точкови. Бушилице су се састојале од моторних бушилица које су се могле подизати или спуштати у материјал, захтевајући од корисника мању силу.
Следећи велики напредак у технологији бушења, електрични мотор, довео је до проналаска електричне бушилице. Заслужни су Артур Џејмс Арнот и Вилијам Бланч Брејн из Мелбурна, Аустралија, који су патентирали електричну бушилицу 1889. године. Године 1895, прва преносива ручна бушилица створена је од стране браће Вилхем и Карл Фејн из Штутгарта, Немачка. Године 1917, прву преносиву бушилицу са окидачем и рукохватом пиштоља патентирао је Black & Decker. Ово је био почетак модерне ере бушилица. Током двадесетог века, електрична бушилица је створена у различитим типовима и више величина за асортиманом специфичних употреба.

## Врсте бушилица
Бушилице се деле на: ручне бушилице, ручне бушилице с погоном и машинске бушилице (алатне машине).

### Ручне бушилице
Прве ручне бушилице у историји су се појавиле пре отприлике 35.000 година, а то је био једноставан камени шиљак, који се окретао трљањем између руку. Главни напредак су биле ручне бушилице у облику лука, које су се појавиле у долини Инда и древном Египту, а користиле су се и за паљење ватре на огњиштима. И данас постоје ручне бушилице које користи столари за бушење једноставних рупа у дрву.

### Ручне бушилице с погоном
Ручне бушилице с погоном као погон користе електромотор који се покреће електричном струјом 220 V или једносмерном струјом из батерије или акумулатора (различитог напона - 12 V, 24 V). У просторима где не сме доћи до варница, која се појављују код електричних бушилица, практичније је коришћење пнеуматских бушилица. Код електричних бушилица потребно је у близини имати прикључак на електричну енергију. Акумулаторске бушилице су самосталне, али ограничење им је капацитет батерије. Код пнеуматских бушилица потребно је у близини имати компресор за снадбевање бушилице ваздухом.
Због прецизности израде рупе приликом бушења, често је потребно коришћење и других направа. За прецизно спуштање алата и бушење потребни су различити сталци за бушилице, било с подножјем, стубом из радног стола или магнетски сталак. Сталци омогућавају велику прецизност ручних алата (у правцу осе ротације). Приликом бушења обавезно је стезање обртка, како би обрада била прецизна. Може се стезати различитим стегама, клиновима, планским плочама...

### Машинске бушилице
Машинске бушилице су алатне машине којима се помоћу алата за бушење израђују округле рупе. Деле се на: стоне бушилице, стоно стубне бушилице, стубне бушилице, редне бушилице, револверске бушилице, вишевретене бушилице, радијалне бушилице, хоризонталне бушилице, бушилице глодалице, бушилице координатне, бушилице за дубоко бушење, бушилице за урезивања навоја.

#### Стона бушилица
Радни сто код стоних бушилица налази се на подложној плочи. Вретениште се може висински кретати. Пренос снаге у вретеништу са мотора на главно вретено врши се клинастим ременом. 

#### Стоно стубна бушилица
Разлика стоно стубних и стоних бушилица је у радном столу, који се налази конзолно смештен на стубу бушилице и који се може кретати и закретати. Стоне и стоно стубне бушилице морају бити смештене на повишеном радном месту или радном столу.

#### Ступна бушилица
Ступна бушилица се израђује с округлим стубом за мање пречнике бушења или са сандучасти обликованим сталком за веће дубине и пречнике бушења. Подложна плоча се код стубних бушилица причвршћује на темеље. За пренос снаге се користи вишеосовински зупчасти преносник. Радни сто се висински помера и могуће га је, код бушилица с округлим стубом, закретати.

#### Редне бушилице
Редне бушилице се састоје од једног чврстог стола на који је причвршћено више стоних, стоно стубних бушилица или бушилица на сталку. Служе за обраду већег броја рупа разних димензија у истом обратку. Употребљавају се због боље економичности у серијској производњи. Лако се аутоматизују.

#### Револверска бушилица
Револверска бушилица наменски је слична редним бушилицама, али јој је својствена специјална револверска глава. Њом се обрађује рупа чија обрада захтева различите операције. Обрадак стегнут у стезној направи обрађује се у једном захвату.

#### Вишевретена бушилица
Служи у серијској и масовној производњи за истовремену обраду више рупа, односно свих врста уврти, отвора, упуштања, навоја, на једном обратку у једном захвату. Развила се из стубне бушилице, додавањем звона с низом паралелно укопчаних радних вретена.

#### Радијална бушилица
Главно вретениште с бушне вретеном помера се по конзоли. Конзола се може вертикално позиционирати, те закретати око ступа. Овиме се повећава радни простор у којем могу прецизно бушити. Радијална бушилица служи за обраду бушења на великим и тешким предметима, који би се тешко кретали испод бушног вретена. Сва гибања обавља алат, док је обрадак причвршћен за радни сто на темељној плочи (подножју).

#### Хоризонтална бушилица
Хоризонтална бушилица служи за врло тачну обраду бушењем, највећих делова у једном захвату. Тиме се омогућава тачан однос међу осима разних отвора. Због тражене тачности хоризонтална бушилица мора бити јако крута. На постољу је радни сто који може прихватити изразито велике и тешке обратке. Један стуб носи вретениште с главним вретеном, док други стуб има прихватни лежај за прихват и центрирање бушне мотке.

## Параметри бушења
Код бушења сваке рупе потребно је одредити параметре или режиме рада. Основни параметри су брзина сечења, брзина окретања бургије, пречник, пречник и дубина бушења:
- Брзина резања V  c </ sub> је ободна брзина на бургији, тј брзина с којом алат обрађује сировац. Она зависи од материјала који се обрађује. Сваки материјал има своју брзину којом се може резати. Брзина резања зависи о алата којим се буши, о потребном стању површине након бушења, о хлађењу за време бушења, о снази строја. Брзине резања се могу наћи у облику дијаграма, табела, а има и програмских подршка (енгл. Софтваре) које саме рачунају потребне параметре.
- Број обртаја главног радног вретена се прерачунава према:

n = (vc ˑ 1000) / (D ˑ π)
где је: D – пречник обратка.
- Пузањеvf је релативна брзина кретања алата према обратку, а код бушења увек у правцу осе ротације. То је брзина улаза (пенетрације) алата у материјал. Мери се у мм/мин.
- Пузање по циклусуfn (мм/окр) одређује се као аксијални помак алата у току једног обртаја. Користи се за рачунање дубине пенетрације, те за дефинисање пречника бушења.[16]